# 当湖十局
当湖十局是乾隆四年（1739年），范西屏与施襄夏应当湖（现浙江省平湖市）豪绅张永年邀请，连续对弈十三局，现存棋谱十局，为中国古代围棋代表作。

## 结果
- 第一局：黑：范西屏；白：施襄夏；共260手，黑胜7子。
- 第二局：黑：施襄夏；白：范西屏；共290手，黑胜。
- 第三局：黑：范西屏；白：施襄夏；共232手，黑胜14子。
- 第四局：黑：范西屏；白：施襄夏；共270手，白胜7子半。
- 第五局：黑：施襄夏；白：范西屏；共287手，白胜14子半。
- 第六局：黑：施襄夏；白：范西屏；共317手，黑胜9子半。
- 第七局：黑：施襄夏；白：范西屏；共298手，白胜。
- 第八局：黑：施襄夏；白：范西屏；共223手，白胜6子半。
- 第九局：黑：范西屏；白：施襄夏；共251手，白胜4子半。
- 第十局：黑：施襄夏；白：范西屏；共341手，黑胜2子半。

## 评价
钱保塘说：“昔抱朴子言，善围棋者，世谓之棋圣。若两先生者，真无愧棋圣之名。虽寥寥十局，妙绝千古。”